# کوهستان شهربابک
کوهستان شهربابک نام پهنه وسیعی کوهستانی می باشد که بخش بزرگ آن در  شهرستان شهربابک  واقع گردیده است ، که از انتهای کوهستان شیر کوه یزد آغاز گردیده و در انتها کم‌ ارتفاع گردیده و به کوهستان پاریز می پیوندد . بزرگترین کوه این رشته کوه ، کوه مدوار دهج می باشد با ارتفاع ۳۵۸۹ متر از سطح دریا  و سپس کوه مساهیم آبدر قرار دارد با ارتفاع ۳۴۵۶ متر از سطح دریا . کوه  کوه بابک ، کمر سگ کش ، برفدون یا پاریکوه   همواره نشانی کوهستان شهربابک بوده است . بزرگترین دهانه آتشفشانی ایران یعنی آبدر و بزرگترین غار آذرین ایران معروف به  غار ایوب  در این کوهستان واقع گردیده است . همچنین این منطقه زادگاه قله های آتشفشانی چون عاج بالا ، عاج پایین با ارتفاع ۳۱۱۶ متر از سطح دریا و مدوار پایین می باشد. از دیگر ارتفاعات مهم این کوهستان می توان به قلل خورین ، تایی ، محمد آباد ، کلاته ، توران ، سارا ، نر کوه ، خارزن ، ایوب ، بی سوخته با ارتفاع ۲۷۵۰ متر از سطح دریا ، نجیب ، اسپزار ، سنجد کوه ، مدوار پایین و ... اشاره کرد . مساحت این کوهستان وسیع در حدود ۳۸۰۰ کیلومتر مربع می باشد.